# 엑스라샤펠 조약 (1748년)

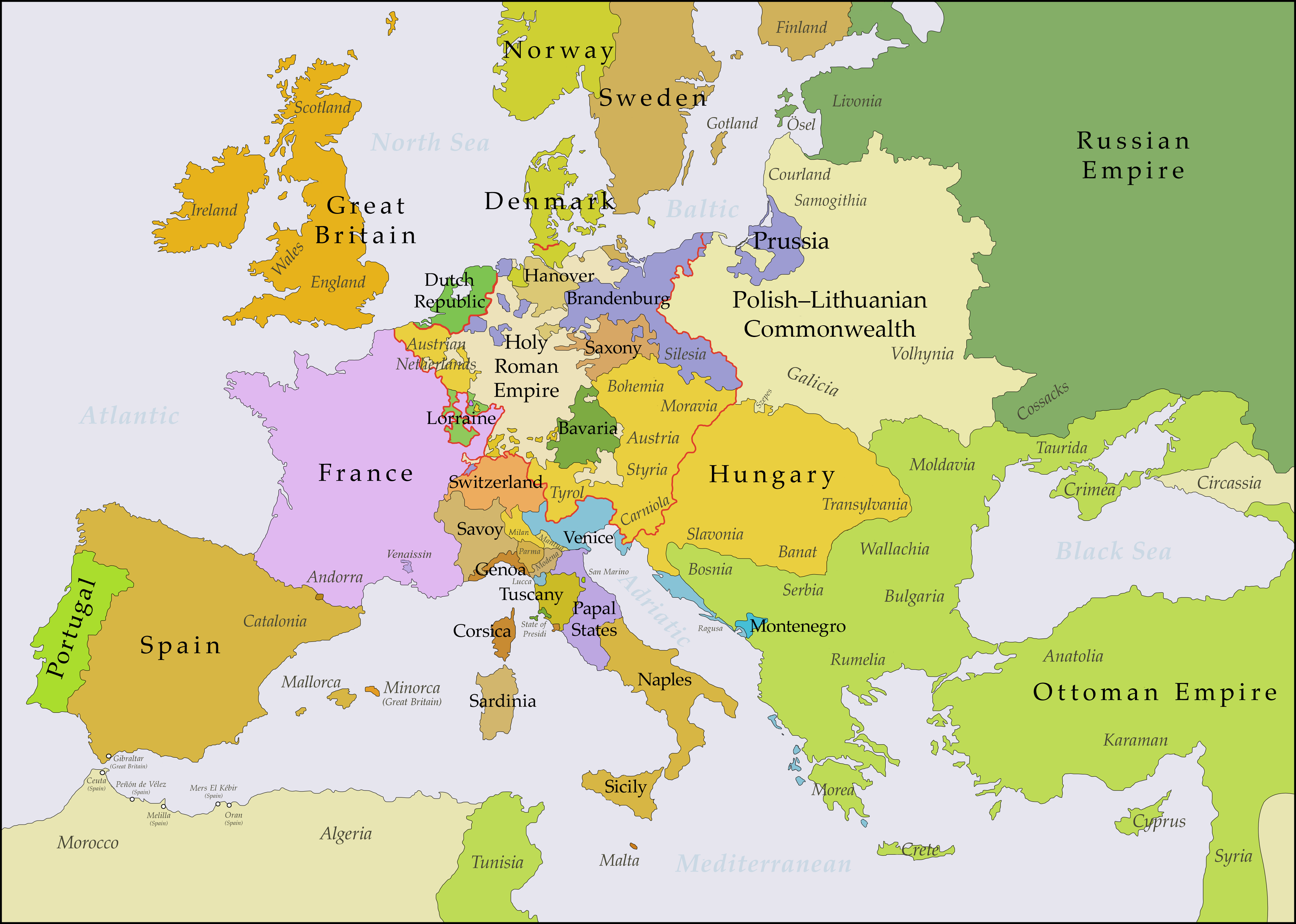
1748년 엑스라샤펠 조약 이후의 유럽

엑스라샤펠 조약(영어: Treaty of Aix-la-Chapelle) 또는 아헨 조약(Treaty of Aachen)은 1748년 10월 18일 신성 로마 제국의 아헨에서 체결된 조약이다. 오스트리아 왕위 계승 전쟁을 종결한 평화 조약이며 영국, 프랑스, 네덜란드 공화국, 스페인, 사르데냐 왕국, 오스트리아(합스부르크 군주국)가 서명했다.
1748년 12월 4일과 1749년 1월 21일 니스에서 2개의 이행 조약이 오스트리아, 스페인, 사르데냐 왕국, 모데나 그리고 제노아에 의해 서명되었다.

## 내용
주요 내용은 다음과 같다.
- 오스트리아는 프로이센의 슐레지엔 영유를 확인함
- 마리아 테레지아는 파르마, 피아첸차, 과스탈라를 스페인에게 양도할 것
- 제국은 프라그마티셰 장크치온을 확인할 것
- 사르데냐는 롬바르디아의 일부를 영유함

이 결과 마리아 테레지아의 왕위 계승권이 승인되었으나 프로이센의 슐레지엔 영유가 인정되어 7년 전쟁의 원인이 되었다. 영국과 프랑스는 식민지에서 점령한 지역을 각각 반환했다.

## 같이 보기
- 오스트리아 왕위 계승 전쟁
  - 조지 왕 전쟁
  - 카나틱 전쟁
- 브레슬라우 조약
- 드레스덴 조약

## 참고 문헌
- "Maria Theresa," Encyclopedia of World Biography
- "Treaty of Aix-la-Chapelle," Encyclopædia Britannica
- Kishlansky, Geary O'Brien, Civilization of the West. 7th Edition Vol. B
- Laven, David. "Austria's Italian policy reconsidered: Revolution and reform in restoration Italy," Modern Italy 2.1 (1997). 7 Jun 2008
- Martin, R.M. History of the British Colonies. J. Cochrane and Co. (1834).
- McGill, William J. "The Roots of Policy: Kaunitz in Vienna and Versailles, 1749-1753". Journal of Modern History. Vol. 43 (1971): 228-244. The University of Chicago Press. doi:10.2307/1876544
- Olson, J.S.; Shadle, R. Historical Dictionary of the British Empire. Greenwood Press. (1996): 1095-1099. ISBN 9780313293672.
- Savelle, Max. "Diplomatic Preliminaries of the Seven Years' War in America". Canadian Historical Review. Vol. 20, No. 1 (1939): 17. doi:10.3138/CHR-020-01-04.
- Sosin, Jack M., "Louisburg and the Peace of Aix-la-Chapelle, 1748," The William and Mary Quarterly." Third Series, Vol. 14, No. 4 (Oct. 1957): 516–535